# Шері Пріст
Шері Пріст (англ. Cherie Priest, нар. 30 липня 1975 р., м. Тампа, Флорида, США) — американська письменниця і блоґер, що працює в жанрах літератури жахливого (зокрема її власне американського різновиду «південна готика») і альтернативної історії.

### Романи
- 2003 Four and Twenty Blackbirds (укр. Чотири і двадцять чорних дроздів)
- 2006 Wings to the Kingdom (укр. Крила до королівства)
- 2007 Dreadful Skin (укр. Жахлива шкіра)
- 2007 Not Flesh Nor Feathers (укр. Ані плоті, ані пір'я)
- 2008 Fathom (укр. Фатом)
- 2008 Those Who Went Remain There Still (укр. Ті, хто пішов, мають там спокій)
- 2009 Boneshaker (укр. Кісткотрус)
- 2010 Clementine (укр. Клементайн)
- 2010 Dreadnought (укр. Дредноут)
- 2011 Bloodshot (укр. Кров'ю налиті)
- 2011 Ganymede (укр. Ганімед)
- 2011 Hellbent (укр. Одержимий)
- 2012 «The Inexplicables» (укр. Нерозплутані)

## Премії
- 2010 Премія «Локус» за роман «Boneshaker» в номінації «Найкращий науково-фантастичний роман».[1]
- 2010 Премія Асоціації книготорговців Північно-західного Тихоокеанського регіону за роман «Boneshaker».[2]
- 2011 Премія «Endeavour» (за видатну науково-фантастичну чи фентезійну книгу письменника з Північно-західного Тихоокеанського регіону) за роман «Dreadnought».[3]
- 2012 Премія «Airship» фестивалю Steamcon за роман «Ganymede».[4]